# Marnick Vermijl
Marnick Danny Vermijl (Peer, 13 januari 1992) is een Belgisch voetballer die bij voorkeur als links- of rechtsback speelt.

## Carrière

### Jeugd
Hij werd geboren in Peer, een gemeente in de provincie Limburg. In 2008 haalde Standard Luik de toen 16-jarige Marnick Vermijl weg bij Bocholter VV. Twee jaar later haalde Manchester United hem weg bij de beloften van Standard.

### Manchester United
Vermijl werd de tweede Belg ooit bij Manchester United na Ritchie De Laet. Hij debuteerde in een vriendschappelijke wedstrijd tegen het Ierse Shamrock Rovers waarin hij meteen twee doelpunten maakte. In zijn eerste seizoen speelde hij 24 wedstrijden bij de reserves van Manchester United. Op 26 september 2012 maakte Vermijl zijn debuut voor het eerste team in de League Cup tegen Newcastle United. In de eerste helft maakte hij een betere indruk dan in de tweede helft, waarop hij in de 77e minuut werd vervangen door een andere debutant Ryan Tunnicliffe. Onder meer Wayne Rooney, David de Gea en Alexander Büttner speelden die wedstrijd ook. Manchester United won de wedstrijd uiteindelijk met 2-1. Op 2 april 2013 zat hij in de wedstrijdselectie in het FA Cup duel tegen Chelsea. Hij zat 90 minuten op de bank en zag zijn team verliezen met 1-0 na een doelpunt van Demba Ba. In 2013 werd hij kampioen met de beloften en werd hij verkozen tot de op een na beste speler van de beloftenploeg van Manchester United, de beste was een andere Belg namelijk Adnan Januzaj.

### N.E.C.
In het seizoen 2013/14 speelde Vermijl op huurbasis voor N.E.C. in Nederland. N.E.C. had de eerste drie wedstrijden met dikke cijfers verloren en vooral rechtsback Daan Bovenberg zag er tijdens die wedstrijden niet goed uit. Vermijl maakte op 15 september zijn debuut voor N.E.C. in een 3-3 gelijkspel met Feyenoord. Op 1 december maakte hij in de 3-2 overwinning op AZ zijn eerste doelpunt voor N.E.C. Op 19 januari 2014 scoorde Vermijl zijn derde competitiegoal tegen ADO Den Haag. In deze 3-1 overwinning kwamen alle Nijmeegse goals van verdedigers, want verder scoorden ook Kevin Conboy en Rens van Eijden. Drie dagen later scoorde hij in de kwartfinale van de beker tegen FC Utrecht het enige doelpunt van de wedstrijd. Op 11 mei verloor N.E.C. ook de tweede wedstrijd van Sparta Rotterdam om de play-offs om promotie/degradatie, waardoor N.E.C. degradeerde. Vermijl keerde vervolgens terug naar Engeland. Hij kwam tot 33 wedstrijden bij N.E.C., waarin hij viermaal scoorde.

### Terug bij Manchester United
In de zomer van 2014 keerde Vermijl terug bij Manchester United. Op 26 augustus 2014 mocht hij van coach Louis van Gaal meedoen in de League Cup tegen Milton Keynes Dons. Van Gaal gaf de kans aan diverse jeugdspelers en zag zijn team de boot ingaan met 4–0. Andreas Pereira maakte in die wedstrijd zijn debuut voor Manchester United. Vermijl speelde de volledige wedstrijd. Het was zijn tweede en laatste wedstrijd voor Vermijl bij Man United, want de winter erop vertrok hij.

### Sheffield Wednesday
Vermijl verliet Manchester op 2 februari 2015 en tekende een contract voor 3,5 jaar bij Sheffield Wednesday, op dat moment actief in de EFL Championship. Hij maakte op 7 februari zijn debuut tegen Cardiff City FC. Hij speelde slechts elf wedstrijden voor Sheffield en vertrok na een halfjaar weer op huurbasis.

### Preston North End
In de zomer van 2015 verruilde hij Sheffield Wednesday FC op huurbasis voor Preston North End. Hij maakte op 9 augustus zijn debuut tegen Middlesbrough FC. Op 12 maart 2016 scoorde hij tegen Bolton Wanderers FC zijn eerste goal voor de club. Hij kwam in zijn eerste seizoen bij Preston tot 32 wedstrijden en drie goals. Nadat hij nog één bekerwedstrijd speelde voor Sheffield, vertrok hij in de zomer van 2016 definitief naar Preston. In de anderhalf jaar die volgde was hij echter geen onbetwist basisspeler bij Preston, dat hem voor de tweede helft van het seizoen 2017/18 verhuurde aan League One-club Scunthorpe United FC, waar hij zeven wedstrijden voor speelde.

### MVV Maastricht
Op 31 augustus 2018 werd hij verhuurd aan MVV Maastricht. Hij maakte op 7 september zijn debuut tegen Almere City (2-2). Op 18 november scoorde hij tegen rivaal Roda JC Kerkrade zijn eerste goal voor de club, terwijl MVV met 2-0 won. Hij speelde 29 wedstrijden in zijn eerste seizoen in Maastricht, waarin hij twee goals scoorde en drie assists gaf. MVV nam hem voor het seizoen 2019/20 definitief over van Preston. Hij kwam in twee seizoenen voor MVV tot 47 wedstrijden. 

### Thes Sport
Medio 2020 ging Vermijl naar KVV Thes Sport Tessenderlo dat uitkomt in de Eerste nationale waar hij samen gaat spelen met zijn broer Laurens Vermijl. Het was voor Vermijl de eerste keer in zijn profcarrière dat hij in zijn thuisland ging voetballen. Het eerste seizoen werd door de Coronapandemie niet uitgespeeld. In zijn derde seizoen voor Thes Sport scoorde hij vijf goals, zijn meest productieve seizoen uit zijn carrière. 

## Statistieken
| Seizoen         | Club                | Competitie       | Competitie | Competitie | Beker | Beker | Overig | Overig | Totaal | Totaal |
| Seizoen         | Club                | Competitie       | Wed.       | Dlp.       | Wed.  | Dlp.  | Wed.   | Dlp.   | Wed.   | Dlp.   |
| --------------- | ------------------- | ---------------- | ---------- | ---------- | ----- | ----- | ------ | ------ | ------ | ------ |
| 2012/13         | Manchester United   | Premier League   | 0          | 0          | 1     | 0     | 0      | 0      | 1      | 0      |
| 2013/14         | → N.E.C.            | Eredivisie       | 28         | 3          | 5     | 1     | -      | -      | 33     | 4      |
| 2014/15         | Manchester United   | Premier League   | 0          | 0          | 1     | 0     | 0      | 0      | 1      | 0      |
| 2014/15         | Sheffield Wednesday | Championship     | 11         | 0          | 0     | 0     | 0      | 0      | 11     | 0      |
| 2015/16         | → Preston North End | Championship     | 28         | 1          | 4     | 1     | 0      | 0      | 32     | 2      |
| 2016/17         | Sheffield Wednesday | Championship     | 0          | 0          | 1     | 0     | 0      | 0      | 1      | 0      |
| 2016/17         | Preston North End   | Championship     | 18         | 2          | 1     | 0     | 0      | 0      | 19     | 2      |
| 2017/18         | Preston North End   | Championship     | 2          | 0          | 1     | 0     | 0      | 0      | 3      | 0      |
| 2017/18         | → Scunthorpe United | League One       | 7          | 0          | 0     | 0     | 0      | 0      | 7      | 0      |
| 2018/19         | MVV Maastricht      | Eerste divisie   | 29         | 2          | 0     | 0     | 0      | 0      | 29     | 2      |
| 2019/20         | MVV Maastricht      | Eerste divisie   | 17         | 0          | 1     | 0     | 0      | 0      | 18     | 0      |
| 2020/21         | Thes Sport          | Eerste nationale | 3          | 0          | 1     | 0     | 0      | 0      | 4      | 0      |
| 2021/22         | Thes Sport          | Eerste nationale | 23         | 0          | 0     | 0     | 0      | 0      | 23     | 0      |
| 2022/23         | Thes Sport          | Eerste nationale | 32         | 5          | 2     | 0     | 0      | 0      | 34     | 5      |
| 2023/24         | Thes Sport          | Eerste nationale | 14         | 0          | 3     | 1     | 0      | 0      | 17     | 1      |
| Carrière totaal | Carrière totaal     | Carrière totaal  | 212        | 13         | 20    | 3     | 0      | 0      | 234    | 16     |

## Internationaal
Vermijl kwam uit voor België U17, België U18, België U19 en België U21.
| Nationale ploeg | seizoen   | wedstrijden | Goals |
| --------------- | --------- | ----------- | ----- |
| België U17      | 2008-2009 | 12          | 3     |
| België U18      | 2009-2010 | 9           | 0     |
| België U19      | 2010-2011 | 14          | 2     |
| België U21      | 2013      | 2           | 0     |
| Totaal          | Totaal    | 37          | 5     |